# Lankasca ficianella
Lankasca ficianella är en insektsart som beskrevs av K. Ramakrishnan och Menon 1972. Lankasca ficianella ingår i släktet Lankasca och familjen dvärgstritar. Inga underarter finns listade i Catalogue of Life.